# Protonórdico

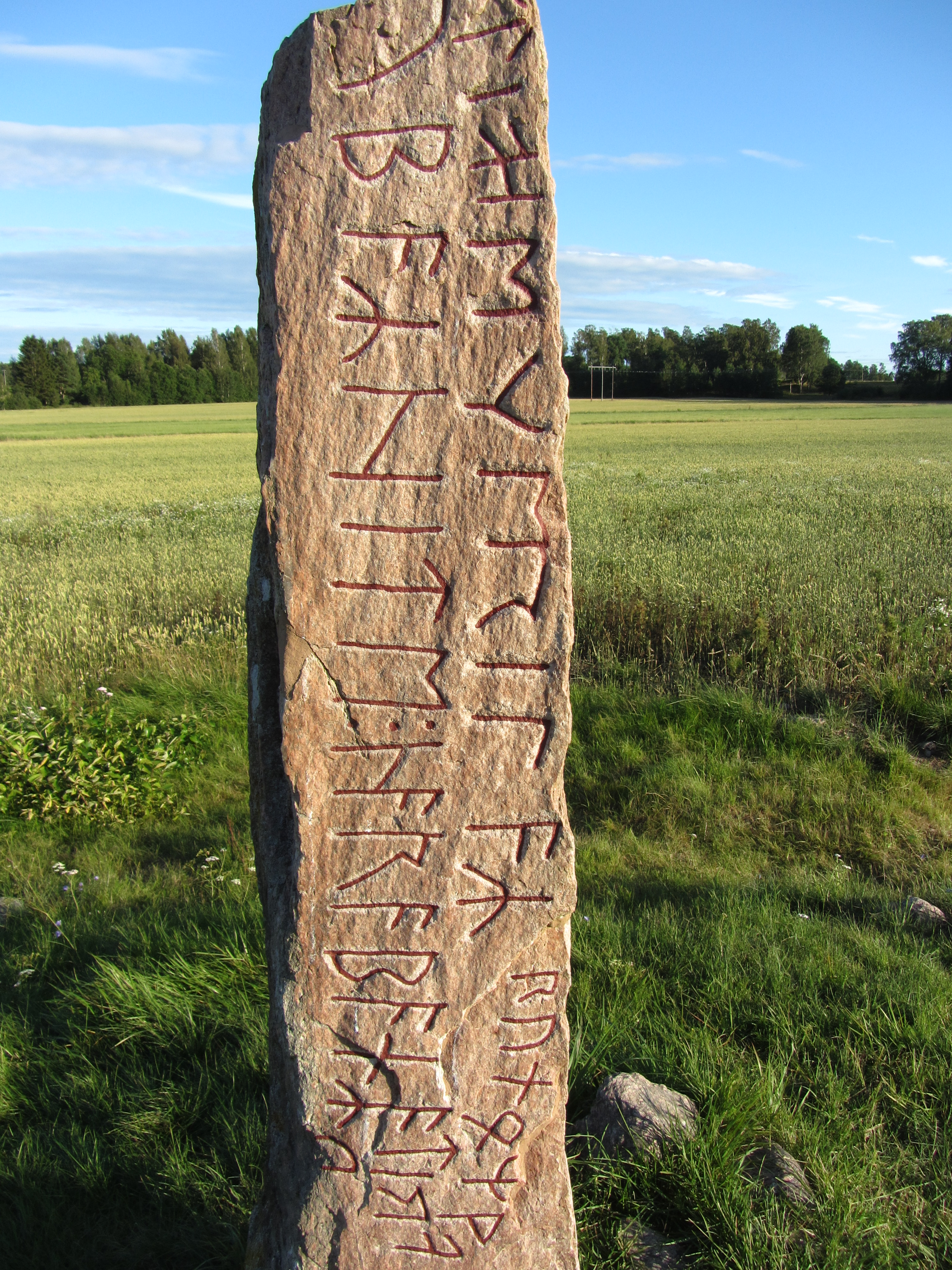
Pedra de Järsberg, escrita em nórdico primitivo.

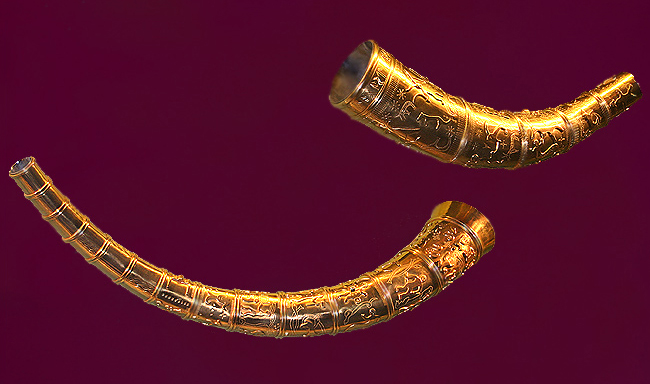
Cópias públicas dos Cornos de ouro de Gallehus, com texto em nórdico primitivo.

O protonórdico ou nórdico primitivo (sueco: urnordiska, norueguês e dinamarquês: urnordisk) foi uma língua indo-europeia falada na Escandinávia, que se acredita ter evoluído do proto-germânico nos primeiros séculos depois de Cristo. É o estágio mais antigo de uma língua caracteristicamente germânica setentrional, e a língua das mais antigas inscrições rúnicas. Foi falado aproximadamente entre os primeiros séculos da era cristã e o século VIII (abrangendo o início da idade do ferro romana, a era das migrações nórdicas e a era de Vendel).
Por volta do século VIII, o nórdico primitivo evoluiu sucessivamente para o nórdico antigo (fornnordiska) da Era Viquingue e da Idade Média na Escandinávia.

| Língua                                                                             | Período                      | Área |
| ---------------------------------------------------------------------------------- | ---------------------------- | --- |
| Germânico primitivo                                                                | - antes da Era Cristã        | Germânia                                                                                                   |
| Nórdico primitivo                                                                  | ca. século I - século VIII   | Escandinávia                                                                                               |
| Nórdico Antigo                                                                     | ca. século VIII - século XIV | Escandinávia, e regiões colonizadas por estes povos, durante a Era Viquingue e a Baixa Idade Média Nórdica |
| Línguas nórdicas: Dinamarquês, sueco, norueguês, feroês, islandês e o extinto norn | ca. século XIV -             | Países nórdicos                                                                                            |

## Textos em nórdico primitivo
As poucas inscrições em nórdico primitivo que sobreviveram até hoje estão escritas com runas do alfabeto rúnico antigo - Futhark antigo - e estão representadas em algumas pedras rúnicas e objetos arqueológicos.
- Pedra rúnica de Järsberg (ca. século VI)
- Pedra rúnica de Björketorp (ca. século VI-VII)
- Cornos de ouro de Gallehus (ca. século V)

A reconstrução da língua nórdica primitiva é feita através de palavras registadas por autores da antiguidade, como por exemplo o historiador romano Tácito no século I-II, e de palavras dadas ao finlandês, lapão e estónio, assim como pelo estudo dos nomes geográficos nórdicos mais antigos.
- Kuningas – em estónio e finlandês, derivado de *kuningaz (rei)
- Juust – em estónio, e juusto em finlandês, derivados de  *justaz (queijo)

## Fonologia

### Acento
O acento tônico do protonórdico, como ainda acontece no islandês, caía na primeira sílaba. Muitos estudiosos  propuseram que o protonórdico também possuía um acento tonal separado que teria sido herdado do proto-indo-europeu e evoluiu para os tons do sueco e norueguês. Outra teoria proposta recentemente diz que cada sílaba tônica e todas as outras sílabas breves recebiam acento, marcado pela entonação, o que levou ao desenvolvimento da distinção tonal do sueco e do norueguês. Por fim, muitos linguistas dizem que mesmo os primeiros rudimentos da distinção não apareceram senão no período do norueguês antigo.

### Vogais
Uma característica marcante do protonórdico é a assimetria entre vogais longas e breves, como se pode ver abaixo:
| Vogais breves | Vogais longas | Ditongos |
| a: [a]        | ō: [oː]       | eu: [eʊ] |
| e: [e]        | ī: [iː]       | au: [aʊ] |
| i: [i]        | ū: [uː]       | ei: [eɪ] |
| u: [u]        |               | ai: [aɪ] |

## Consoantes
|             |             | Bilabial | Labio- dental | Dental | Alveolar | Palatal | Velar | Uvular |
| ----------- | ----------- | -------- | ------------- | ------ | -------- | ------- | ----- | ------ |
| Oclusiva ¹  | sonora      | b [b]    |               | d [d]  |          |         | g [ɡ] |        |
| Oclusiva ¹  | não sonora  | p [p]    |               | t [t]  |          |         | k [k] |        |
| Fricativa   | sonora      |          |               |        | z ² [z]  |         |       |        |
| Fricativa   | não sonora  |          | f [f]         | þ [θ]  | s [s]    |         |       | h [χ]  |
| Nasal       | Nasal       | m [m]    |               | n [n]  |          |         |       |        |
| Vibrante    | Vibrante    |          |               |        | r [r]    |         |       |        |
| Lateral     | Lateral     |          |               |        | l [l]    |         |       |        |
| Aproximante | Aproximante | w [w]    |               |        |          | j [j]   |       |        |

Notas
1. O proto nórdico tinha as mesmas seis oclusivas do norueguês antigo. Quando uma uma oclusiva sonora está ente vogais, se pronuncia como uma fricativa.
2. Em estágios mais recentes, provavelmente foi pronunciado como um r retroflexo ([ɹ]).